# George Nugent-Temple-Grenville
George Nugent-Temple-Grenville, 1. markiz Buckingham KG (ur. 17 czerwca 1753 w Londynie, zm. 11 lutego 1813 w Stowe) – brytyjski arystokrata i polityk, syn George’a Grenville’a, brat Williama i Thomasa.

## Życiorys
Wykształcenie odebrał w Eton College oraz w Christ Church na Uniwersytecie Oksfordzkim. W 1774 r. został wybrany do Izby Gmin jako reprezentant okręgu Buckinghamshire. Był krytykiem polityki rządu lorda Northa wobec amerykańskich kolonii. Po śmierci stryja w 1779 r. odziedziczył tytuł 3. hrabiego Temple i zasiadł w Izbie Lordów. W 1782 r. został Lordem Namiestnikiem Buckinghamshire.
W lipcu 1782 r. otrzymał stanowisko Lorda Namiestnika Irlandii. W lutym 1783 r., na podstawie dekretu królewskiego, utworzył Order św. Patryka i został jego pierwszym wielkim mistrzem. W tym samym roku utracił stanowisko wicekróla. Powrócił wówczas na brytyjską scenę polityczną. Cieszył się zaufaniem króla Jerzego III i podczas debaty nad East India Bill ogłosił w imieniu monarchy, że każdy kto zagłosuje za tą ustawą nie jest przyjacielem króla. Takie przedstawienie sprawy spowodowało, że projekt ustawy został odrzucony, a popierający go rząd upadł.
19 grudnia 1783 r. Temple objął stanowiska ministra spraw wewnętrznych i ministra spraw zagranicznych w rządzie Williama Pitta Młodszego, ale zrezygnował po dwóch dniach. W grudniu 1784 r. otrzymał tytuł 1. markiza Buckingham. W 1786 r. został kawalerem Orderu Podwiązki.
Buckingham powrócił do gabinetu w listopadzie 1787 r. ponownie obejmując stanowisko Lorda Namiestnika Irlandii. Ciągłe konflikty z lokalnym parlamentem sprawiły jednak, że szybko utracił popularność i we wrześniu 1789 r. podał się do dymisji. W kolejnych latach nie brał aktywnego udziału w życiu politycznym kraju, aczkolwiek popierał publicznie projekt unii Wielkiej Brytanii i Irlandii. Zmarł w 1813 r. i został pochowany w Wotton.

## Rodzina
16 kwietnia 1775 r. w Londynie poślubił lady Mary Nugent (zm. 16 marca 1812), córkę Roberta Nugenta, 1. hrabiego Nugent (po śmierci którego w 1788 r. George odziedziczył tytuł hrabiego Nugent), i Elizabeth Drax, córki Henry’ego Draxa. George i Mary mieli razem dwóch synów i córkę:
- Richard Temple-Nugent-Brydges-Chandos-Grenville (20 marca 1776 – 17 stycznia 1839), 1. książę Buckingham i Chandos
- Mary Anne Nugent-Temple-Grenville (8 lipca 1787 – 1 czerwca 1845), żona Jamesa Arundella, 10. baron Arundell of Wardour, nie miała dzieci
- George Nugent-Grenville (31 grudnia 1789 – 27 listopada 1850), 2. baron Nugent